# Eduardo Torroja Miret
Eduardo Torroja Miret (Madrid, 27 de agosto de 1899 - Ibidem, 15 de junio de 1961) fue un ingeniero de caminos, profesor, constructor e investigador español. Se le otorgó, a título póstumo, el título de marqués de Torroja en reconocimiento a su labor en el campo de la ingeniería civil.
Torroja fue quizá el máximo especialista mundial de su tiempo en construcción en hormigón. Todas las generaciones posteriores de ingenieros de caminos estudian sus planteamientos y desarrollos. Algunos de los conceptos que desarrolló fueron continuados por uno de sus alumnos, Félix Candela. Hermano de José María Torroja (Madrid, 11 de mayo de 1884 - id. 17 de diciembre de 1954), ingeniero de caminos, astrónomo y topógrafo, y padre del también ingeniero José Antonio Torroja Cabanillas. Asimismo, es el abuelo paterno de la cantante Ana Torroja (miembro de la banda musical de Mecano) y de Yago Torroja, profesor de electrónica en la Escuela Técnica Superior de Ingenieros Industriales.

## Biografía
Hijo del matemático Eduardo Torroja Caballé, Eduardo Torroja nació en Madrid el 27 de agosto de 1899. En 1917 ingresa en la Escuela de Ingenieros de Caminos —actualmente integrada en la Universidad Politécnica de Madrid—, terminando la carrera el 22 de enero de 1923 tan brillantemente que enseguida pasa a trabajar en la Compañía de Construcciones Hidráulicas Civiles, dirigida por el que fuera su profesor en la Escuela de Caminos José Eugenio Ribera, y en la que permanecería hasta 1927. Allí lleva a cabo importantes proyectos entre los que destacan: la cimentación del puente de Sancti-Petri en San Fernando (Cádiz), por la novedad del procedimiento empleado, y el acueducto de Tempul, sobre el río Guadalete, en Cádiz.
En 1927 abre una oficina de proyectos propia en Madrid en la que continúa su labor, proyectando en 1932, en colaboración con el arquitecto Manuel Sánchez Arcas, la Central Térmica de la Ciudad Universitaria de Madrid. Ambos recibieron el Premio Nacional de Arquitectura de 1932 por este proyecto.
En 1933 proyecta, junto con el arquitecto Manuel Sánchez Arcas, la cubierta del Mercado de Abastos de Algeciras]], una obra realmente excepcional para la época. Como novedad de su estudio puede citarse el empleo de modelos experimentales a tamaño reducido, que realizaría para todas las estructuras proyectadas en esta época, como el anfiteatro del Hospital Clínico San Carlos en la Ciudad Universitaria, el Frontón Recoletos o las cubiertas y graderíos del Hipódromo de la Zarzuela, todos ellos en Madrid.
Empeñado en la mejora de las técnicas de construcción crea, junto con un reputado grupo de arquitectos e ingenieros, la empresa ICON, con laboratorios de medida apropiados para la investigación y medición sobre modelos reducidos y aplicables a todo tipo de investigaciones para la construcción. De esta empresa nacerían, en 1934, el Instituto Técnico de la Construcción y la Edificación, del que Torroja sería primer secretario, y la revista Hormigón y Acero, actualmente, editada por Asociación Científico-Técnica del Hormigón Estructural.
En 1939, tras el paréntesis impuesto por la Guerra Civil, el claustro de profesores de la Escuela Especial de Caminos, Canales y Puertos le propone para profesor de las materias relacionadas con el Cálculo de Estructuras y en los años siguientes las de Resistencia de Materiales y Fundamento del Cálculo y Ejecución de obras de hormigón armado y pretensado, entre otras. En este mismo año el Instituto Técnico de la Construcción y la Edificación (actualmente Instituto de Ciencias de la Construcción Eduardo Torroja) pasaría a integrarse en el Consejo Superior de Investigaciones Científicas. 
En 1941 es propuesto para la dirección del Laboratorio Central de Ensayo de Materiales de Construcción creado en 1898 y situado en la propia escuela de Caminos, encargándosele a su vez el proyecto, dirección y construcción de un nuevo edificio para este Laboratorio.

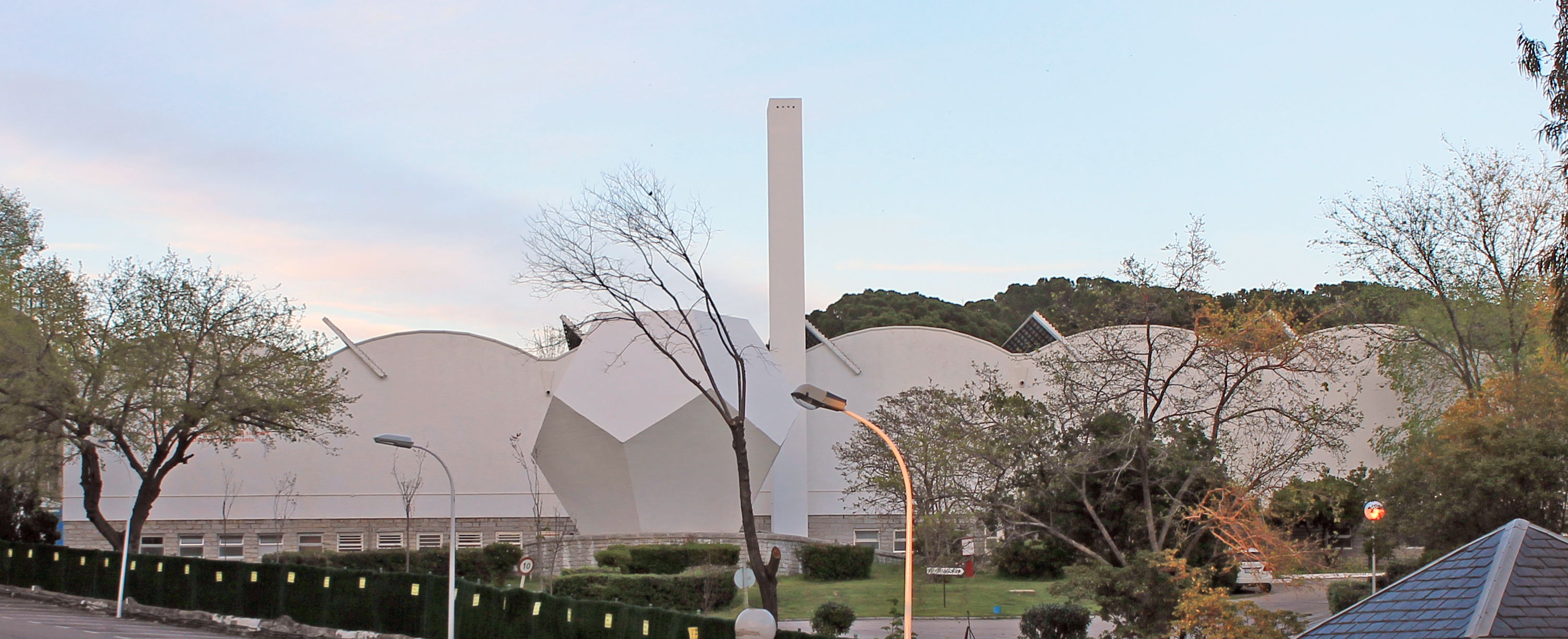
Sede del IETcc (Madrid).

Sin abandonar sus actividades de proyectista de estructuras, participa, especialmente a partir de 1948, en las actividades de multitud de comisiones y organizaciones científicas, tanto nacionales como internacionales, llegando a ser presidente de la Asociación Internacional del Hormigón Pretensado, así como colaborador asiduo y miembro del bureau del Comité Europeo del Hormigón.
La última parte de su vida la desarrollaría, en plena actividad científica, en el Instituto Técnico de la Construcción y el Cemento, que en su homenaje adoptaría el nombre de Instituto Eduardo Torroja de la Construcción y el Cemento.
Eduardo Torroja recibió varias condecoraciones, entre ellas la gran cruz de la Orden de Alfonso X el Sabio, la gran cruz de la Orden del Mérito Civil y los doctorados honoris causa por las universidades de Toulouse, Buenos Aires, Chile entre otras.
Su esposa fue Carmen Cabanillas Prósper. Su nuera fue María del Carmen Fungairiño Bringas, hermana del que fuera fiscal jefe de la Audiencia Nacional de España, Eduardo Fungariño Bringas. Es el abuelo de la cantante Ana Torroja.

## Obras destacadas
- Bodegas González Byass, Jerez.

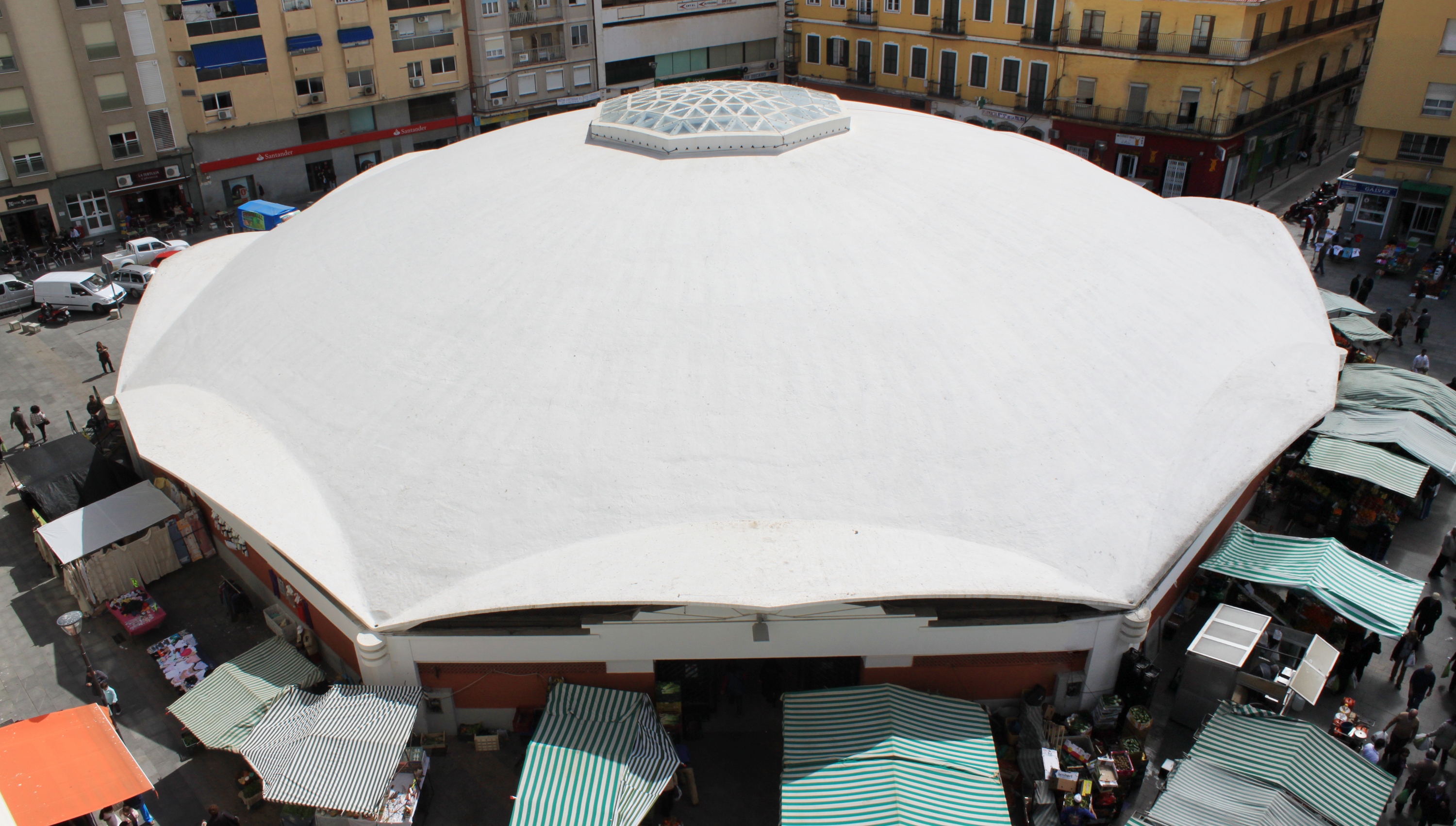
Mercado de Abastos de Algeciras.

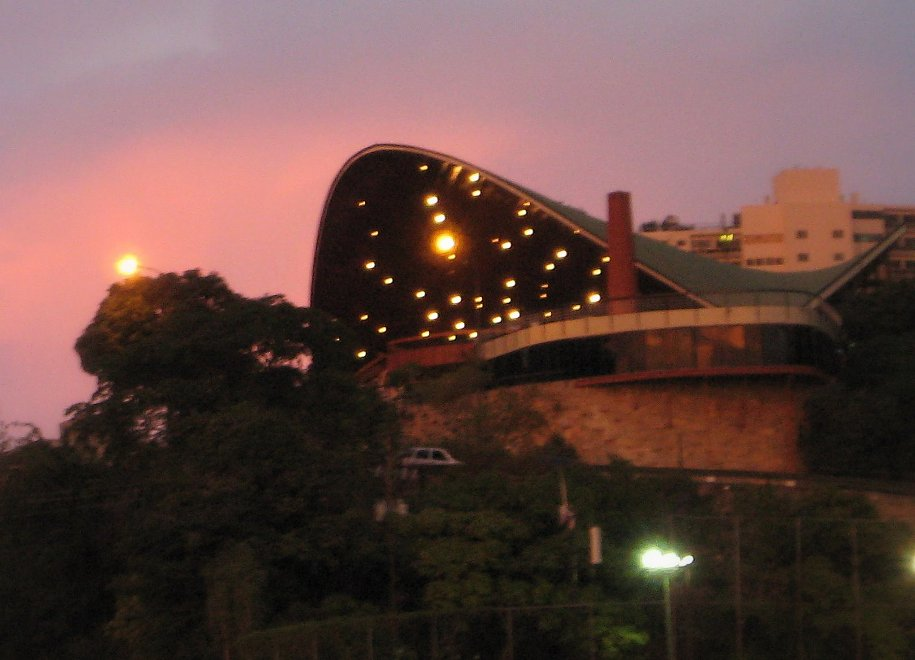
Club Táchira, Caracas, Venezuela.

- Mercado de Abastos de Algeciras (1935), ejecutado por el arquitecto Manuel Sánchez Arcas;
- Cubierta de la tribuna del Hipódromo de la Zarzuela (Madrid).
- Viaducto de los Quince Ojos (En la Ciudad Universitaria - Madrid)
- Viaducto del Aire (1932), hoy desaparecido (en la Ciudad Universitaria - Madrid)
- Viaducto Martín Gil (1934-1942) sobre el río Esla del ferrocarril Zamora-Orense (dirección de la obra proyectada por Francisco Martín Gil, fallecido en 1934).
- Frontón Recoletos (Madrid) demolido en 1973.
- Puente de Hierro de Sancti-Petri (San Fernando, Cádiz).
- Puente del Pedrido (provincia de La Coruña).
- Acueducto de Alloz (provincia de Navarra).
- Iglesia de San Nicolás de Bari (Gandía), en colaboración con el arquitecto Gonzalo Echegara y Comba  (1959-1962);
- Iglesia de Pont de Suert, Pirineo de Lérida
- Club Táchira de Caracas en colaboración con el arquitecto Fruto Vivas
- Embalse de Canelles (1956), junto a Carlos Benito Hernández.
- Hangar reticulado de Cuatro Vientos (1949).
- Hangares en Torrejón de Ardoz y Barajas.
- Puente sobre el río Muga (1939), junto a Gabriel Andreu Elizaicin.
- Puente sobre el río Tordera (1939), junto a César Villalba Granada y Gabriel Andreu Elizaicin.
- Capilla de la Ascensión de Xerallo (1952).
- Capilla del Sancti Spirit (1953).
- Cubierta de la Iglesia parroquial de San Andrés Apóstol (1935), en Villaverde (Madrid).
- Cuba Hiperbólica de Fedala (1956) en Marruecos.
- Taller de carpintería para la Fábrica de Boetticher y Navarro (1944), en Villaverde (Madrid).

## Libros publicados
- Razón y ser de los tipos estructurales; ed. Consejo Superior de Investigaciones Científicas (Madrid) ISBN 84-00-07980-9.
- Cálculo de esfuerzos en estructuras con piezas curvas; ed. Instituto de Ciencias de la Construcción Eduardo Torroja (Madrid) ISBN 84-7292-206-5.
- Cálculo de esfuerzos en estructuras reticuladas; ed. Instituto de Ciencias de la Construcción Eduardo Torroja (Madrid) ISBN 84-7292-210-3.